# Антон Рафаель Менгс
Анто́н Рафае́ль Менгс (нім. Anton Raphael Mengs; 22 березня 1728, Богемія, нині Усті-над-Лабем, Чехія — 29 червня 1779, Рим) — німецький митець епохи класицизму.

## Життєпис
Антон Рафаель Менгс народився 22 березня 1728 року в родині саксонського придворного художника Ізмаїла Менгса — датчанина за походженням. Батько дав перші уроки малювання Антону Рафаелю та його сестрі Терезі Конкорд.
З 1741 по 1744 роки Антон Рафаель з батьком жив у Римі. Вивчав античне мистецтво і роботи Рафаеля, Корреджо. У сімнадцятирічному віці юнак, повернувшись у Дрезден, отримав посаду кабінетного художника. У 1746 році приїхав до Риму вдруге. Перейшов в католицизм і одружився з римською натурницею Маргеріта Гуаццо. У 1749 році повернувся у Дрезден.
У 1751 році був призначений головним придворним художником. Вже на новій посаді, маючи річну платню 1000 талерів, він отримав замовлення на виконання вівтарної композиції «Вознесіння» для придворної церкви в Дрездені. Він виїхав до Риму, щоб почати роботу над картиною, водночас відвідав Венецію і Флоренцію. Завдяки протекції кардинала Алессандро Альбані герцог Нортумберлендський замовив Менгсу для своєї галереї копії творів Гвідо Рені, Аннібале Карраччі, Рафаеля, в тому числі фреску останнього «Афінська школа».
У 1755 році познайомився з Йоганном Йоахімом Вінкельманом, який став найближчим другом і мав великий вплив на формування поглядів художника в області живопису. Підтримував Менгса іспанський дипломат і меценат Хосе Ніколас де Азара.
У 1755 році художник отримав від папи Климента XIII звання лицаря «Ордена Золотої шпори». Навесні 1756 року він почав на віллі Альбані фресковий розпис плафона і люнетів («Парнас», тондо «Рим» і «Геній»). Майстер удостоївся від Вінкельмана звання «найбільшого художника свого часу».
1759 року Неаполь над вівтарної композицією «Введення Марії в храм» писав портрети членів королівської сім'ї.
У 1761 році художник виїхав у Мадрид, де з Джованні Баттіста Тьєполо оформляв Новий королівський палац. Працював він і в заміських королівських резиденціях. Гонорар майстра при іспанському королівському дворі був надзвичайно високий.
З 1772 по 1773 рік Менгс перебував у Неаполі, писав портрети членів королівської сім'ї. У 1773 році автопортрет Менгса в галереї Уффіці було розміщено на почесному місці — під картиною Рафаеля. Він був обраний президентом римської Академії Святого Луки. Художник знову приїхав до Іспанії, там познайомився з Франциско-Хосе де Гоя, талант якого оцінив і допоміг тому отримати місце художника Королівської шпалерної мануфактури святої Варвари. Через хворобу Менгс погано переносив мадридські холодні зими.
У 1777 році він повернувся в Рим, де помер 16 червня 1779 року. Похований в римській церкві Санті-Мікеле-е-Маньо. У родині Менгса було семеро дітей, їм після смерті художника іспанський король Карл ІІІ призначив пенсію.

## Творчість
Головне у творчості Менгса — фрескові твори для вівтарних композицій. Відоме його «Вознесіння», зроблене для дрезденської придворної церкви, «Тріумф Святого Еусебіо» для одноіменної римської церкви, розпис плафонів на віллі кардинала Алессандро Альбані. Його стиль — класика, неокласицизм, відмова від зайвої пишності рококо. У роботах художник вважає за краще не світлові ефекти і пафос, а простоту, мораль і просвітництво. Художник був чудовим портретистом. Він поєднував барочну парадність і точну передачу індивідуальних рис моделі. Йому позували наймогутніші люди епохи, від папи Климента XIII до Фрідріха Великого, королів Саксонії, Іспанії та імператриці Катерини II. Менгс прекрасно знав античне і сучасне мистецтво, за Вінкельманом проповідував відмову від надмірностей стилю рококо і повернення до класичних нормам. Він розробив суворі правила вибору сюжетів для художнього твору, вважав необхідним поєднати античну красу з рисами творчості Рафаеля, Тіціана і Корреджо. За життя Менгс користувався міжнародною славою. Сучасники бачили в ньому нового Рафаеля. Він був членом художніх академій Болоньї, Риму, Флоренції, Генуї, Венеції, Аугсбурга і Мадрида, придворним художником короля Саксонії і Польщі і короля Карла IV Неаполітанського. Його книга, присвячена Вінкельману  Gedanken uber die Schonheit und den Geschmack in der Malerei  («Думки про красу і смак», вперше — Цюрих 1762, перевидано 1765 1774, 1788) використовувалася в багатьох академіях як підручник.

## Твори Менгса
- Gedanken über die Schönheit und über Geschmack in Malerei;
- Rifflessioni sopra i tre gran pittori, Raffaello, Tiziano e Corregio
- Lezioni pratt iche di pittura, regole per i maestri affinchè insegnano bene la pittura, e per li dischepoli affinchè la imparano a dovere <